# Bodhi
Bodhi (बोधि) är  sanskrit och pāli och betyder bokstavligen "upplysning" eller "uppvaknande". Det är det buddhistiska ordet för upplysning, med innebörden att ha nått nirvana.
Inom buddhismen finns det tre typer av upplysning:
- Samyaksambuddhaskap (samyaksambodhi)
- Pratyekabuddhaskap (pratyekabodhi)
- Arahantskap (sravakabodhi)

Inom mahayana (och vajrayana) är samyaksambodhi målet, och inom theravada är målet arahantskap. Theravada anser att de olika typerna av upplysning är likgiltiga, men mahayana anser att samyaksambuddhaskap är överlägset de andra typerna av buddhaskap.